# Thrill Pistol
Thrill Pistol è il sesto album dei Tigertailz, uscito nel 2007 per l'Etichetta discografica Castle/Sanctuary Records.
In aggiunta all'album è stato incluso un disco bonus chiamato Wazbonez, album risalente al periodo in cui la band si rinominò appunto Wazbones. Questo disco venne registrato nel 1991, ed alcune di queste tracce vennero poi inserite in altri album dei Tigertailz, tuttavia questa è la prima volta che il disco Wazbones vede la luce, almeno ufficialmente.

## Tracce

### CD 1: Thrill Pistol
1. Brain the Sucker 4:10
2. Long Live the New Flesh 3:54
3. Twisted 3:05
4. Thrill Pistol 5:09
5. Milez Away 4:20
6. Natural Born Animal 4:00
7. Only You 3:41
8. Tongwynlais Fly(Instrumental) 1:22
9. Hanging by the Heelz 3:21
10. Serpent Queen 4:03

### CD 2: Wazbones
1. Tyfho 3:50
2. Wazbonez 3:39
3. Make Me Bleed 5:59
4. Dirty Needlez 4:08
5. I Believe 5:19
6. Love Junkie 3:39
7. One Beat of Your Heart 4:04
8. Show Me 3:15
9. Love Can Kill 4:25
10. The Final Solution 4:45

## Formazione
- Kim Hooker - voce
- Jay Pepper - chitarra
- Pepsi Tate - basso
- Matt Blackout - batteria

### Altro personale
- Chunk - cori
- Dean Proctor - cori
- John Blood - cori
- Suzy - cori